# Chicken Little (videojuego)
Chicken Little es un videojuego de acción/aventura anunciado por Avalanche Software. El juego está basado en la película de animación por computadora. También salió la secuela del juego titulado Disney´s Chicken Little:Ace in Action.